# Boac
Boac este un oraș din Filipine.